# Миролюбовка (Пятихатский район)
Миролюбовка (укр. Миролюбівка) — село,
Богдано-Надеждовский сельский совет,
Пятихатский район,
Днепропетровская область,
Украина.
Код КОАТУУ — 1224581005. Население по переписи 2001 года составляло 464 человека .

## Географическое положение
Село Миролюбовка находится на берегу реки Жёлтая (в основном на левом берегу),
выше по течению на расстоянии в 1 км расположено село Жёлтое,
ниже по течению примыкает город Жёлтые Воды.
Рядом проходит автомобильная дорога Т-0418.